# Molophilus (Molophilus) subhonestus
Molophilus (Molophilus) subhonestus is een tweevleugelige uit de familie steltmuggen (Limoniidae). De soort komt voor in het Neotropisch gebied.